# گیدران
گیدران یا انگلیسی-عربی مجارستانی یک نژاد اسب پرورش‌یافته در مجارستان از خونی که شامل اسب عربی می‌شود، است. تمام نمونه‌های این نژاد، کرنگ هستند. این گونه با داشتن تنها ۲۰۰ نمونهٔ زنده، در خطر انقراض است.